# ساو لورينسو دو سول
ساو لورينسو دو سول هي بلدية في البرازيل، تتبع ريو غراندي دو سول، بلغ عدد سكانها 43٬111  نسمة، في 2010، تبلغ مساحتها 2٬036٫125 كيلومتر مربع.

## الموقع
تشترك في الحدود مع:
- Camaquã [الإنجليزية]‏.

## أعلام
- جيمس فريتاس